# Équitation aux Jeux olympiques d'été de 2000
Navigation
Atlanta 1996 Athènes 2004
Les Jeux olympiques d'été de 2000 regroupent six épreuves d’équitation à Sydney : le saut d'obstacles, le dressage et le concours complet, disputées à titre individuel et par équipe. Trente-sept nations représentées par 194 athlètes prennent part à la compétition. Les Pays-Bas réalisent la meilleure performance équestre lors de ces Jeux avec quatre médailles remportées, soit deux en or et deux en argent. L'Allemagne remporte elle aussi quatre médailles, soit deux en or, une en argent et une en bronze.
Les épreuves se sont déroulées du 16 septembre au 1er octobre 2000 sur le site du centre équestre international de Sydney. L'Australie étant géographiquement très éloignée des différentes nations équestres, la question du transport des chevaux a fait l'objet de nombreuses études afin de garantir la bonne santé et la forme physique des athlètes équins. Les mesures de quarantaine habituelles sur le territoire australien ont été allégées à l'occasion des Jeux afin de ne pas reproduire la situation des Jeux de 1956 où les épreuves équestres avaient du être délocalisées à Stockholm.

## Organisation

### Site des compétitions

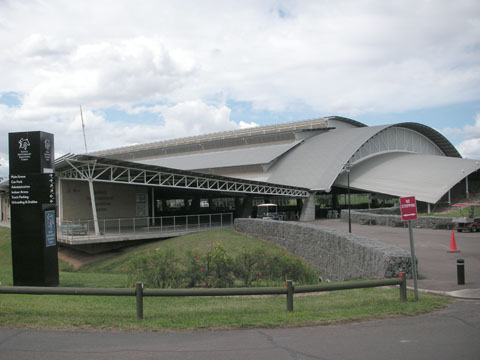
Centre équestre international de Sydney à Horsley Park.

Les épreuves équestres se sont tenues au centre équestre international de Sydney, à Horsley Park, situé à 40 km de Sydney. Le complexe est situé dans un parc de 80 ha. Il comporte notamment un parcours de cross de 7,5 km et une piste centrale.

### Calendrier
Les épreuves équestres se sont déroulées du 16 septembre au 1er octobre 2000.

### Transport
Le transport des chevaux a été un point très important de ces Jeux à Sydney puisque la plupart des chevaux ont dû traverser la moitié du monde pour y participer. Trois vétérinaires, Catherine Kohn, Kent Allen et Leo Jeffcott, se sont penchés sur la question des longs transports pour les chevaux. Un séminaire a même été organisé sur le sujet en mars 1999. Les études ont ainsi montrées que les chevaux sont particulièrement sensibles à l’aération des appareils et qu’après 10 ou 12 heures de vol, les chevaux ont besoin de 6 à 8 heures pour récupérer et se remettre du stress du voyage.

### Quarantaine
Alors que les Jeux de 1956 n’avaient pu se tenir sur le sol australien pour des raisons de quarantaine, le problème ne s’est pas représenté pour les Jeux de 2000. L’Australian Quarantine and Inspection Service (AQIS) a exceptionnellement revu à la baisse ses standards. Considérant que la plupart des pays participants, que ce soit aux États-Unis, dans les pays européens, en Amérique du Sud et en Asie, n’étaient pas touchés par de sérieux problèmes d’épidémie, il a été acté que les deux semaines de quarantaine réglementaires seraient faites dans leur propre pays.

### Conditions climatiques
Septembre correspond au début du printemps à Sydney. Les Jeux se sont donc déroulés sous un climat tempéré, très confortable pour les chevaux.

## Participation
Lors de cette édition, 37 nations ont participé aux épreuves équestres des jeux, représentées par 194 athlètes. Les Antilles néerlandaises, la Grèce, l'Iran et la Jordanie font leur première participation équestre aux Jeux olympiques cette année-là.
- Allemagne (14)
- Antilles néerlandaises (1)
- Arabie saoudite (4)
- Argentine (1)
- Australie (14)
- Autriche (3)
- Belgique (6)
- Bermudes (1)
- Brésil (11)
- Bulgarie (3)
- Canada (6)
- Chili (2)
- Colombie (2)
- Danemark (6)
- Égypte (1)
- Espagne (11)
- États-Unis (14)
- Finlande (3)
- France (10)
- Grande-Bretagne (14)
- Grèce (1)
- Îles Vierges américaines (1)
- Inde (1)
- Iran (1)
- Irlande (7)
- Italie (7)
- Japon (8)
- Jordanie (1)
- Mexique (4)
- Nouvelle-Zélande (7)
- Pays-Bas (8)
- Philippines (1)
- Portugal (1)
- Russie (2)
- Suède (8)
- Suisse (8)
- Uruguay (1)

## Épreuves
Six titres issus de trois disciplines sont disputés à l'occasion de ces Jeux olympiques d'été de 2000.
| Discipline       | Individuel | Par équipe | Total |
| ---------------- | ---------- | ---------- | ----- |
| Dressage         | 1          | 1          | 2     |
| Saut d'obstacles | 1          | 1          | 2     |
| Concours complet | 1          | 1          | 2     |
| Total            | 3          | 3          | 6     |

## Compétition et résultats

### Dressage
Dans le concours par équipe, le classement s’effectue sur la reprise du Grand Prix où les trois meilleurs scores des quatre membres de l’équipe sont additionnés. La compétition individuelle comporte quant à elle trois manches. La première manche, le Grand Prix, est identique au classement par équipe. Les 25 meilleurs cavaliers accèdent au Grand Prix Spécial et enfin les 15 meilleurs cavaliers peuvent dérouler la Reprise Libre en musique, également appelée « Kür ».
Dans la compétition par équipe, l’Allemagne remporte pour la cibquième fois consécutive le titre olympique. Les Pays-Bas sont médaille d’argent et les États-Unis médaille de bronze. La médaille de bronze revient aux américains notamment grâce aux prestations de Christine Traurig et de Susan Blinks, même si leur score est loin derrière ceux des cavaliers allemands et néerlandais. Le même podium est identique à celui de 1996,.
En individuel, Isabell Werth remporte le Grand Prix Spécial devant Anky van Grunsven. Mais dans la Reprise Libre en musique, Anky van Grunsven réalise une excellente prestation à 86,05 %. Elle remporte ainsi la médaille d’or et Isabell Werth prend l’argent. La rivalité entre les deux cavalières dure à ce niveau depuis dix ans. Mais c’est la première fois depuis 1984 que la médaille d’or ne revient pas à un Allemand. La médaille de bronze a été très disputée. À l’issue du Grand Prix, la troisième place est tenue par Coby van Baalen. À la suite du Grand Prix Spécial, Nadine Capellmann prend la troisième place au classement provisoire, notamment en battant Isabell Werth sur l’épreuve. Mais avec beaucoup d’erreurs lors de sa Kür, elle ne termine que 4e du concours. C’est finalement Ulla Salzgeber qui remporte la médaille de bronze, et ce pour sa première participation aux Jeux olympiques,.
C’est la dernière apparition olympique de Bonfire et de Gigolo, tous les deux alors âgés de 17 ans,.
| Classement                          | Cavalier          | Cheval  | Pays      | Points |
| ----------------------------------- | ----------------- | ------- | --------- | ------ |
| Médaille d'or, Jeux olympiques      | Anky van Grunsven | Bonfire | Pays-Bas  | 239,18 |
| Médaille d'argent, Jeux olympiques  | Isabell Werth     | Gigolo  | Allemagne | 234,19 |
| Médaille de bronze, Jeux olympiques | Ulla Salzgeber    | Rusty   | Allemagne | 230,57 |

| Classement                          | Pays       | Cavaliers                                                                 | Chevaux                           | Points  |
| ----------------------------------- | ---------- | ------------------------------------------------------------------------- | --------------------------------- | ------- |
| Médaille d'or, Jeux olympiques      | Allemagne  | Nadine Capellmann Ulla Salzgeber Alexandra Simons-de Ridder Isabell Werth | Farbenfroh Rusty Chacomo Gigolo   | 5632,00 |
| Médaille d'argent, Jeux olympiques  | Pays-Bas   | Ellen Bontje Anky van Grunsven Arjen Teeuwissen Coby van Baalen           | Silvano Bonfire Goliath Ferro     | 5579,00 |
| Médaille de bronze, Jeux olympiques | États-Unis | Susan Blinks Robert Dover Guentër Seidel Christine Traurig                | Flim Flam Ranier Foltaire Étienne | 5166,00 |

### Concours complet
Les épreuves de complet se sont déroulées sur le même mode de fonctionnement que celles des Jeux d’Atlanta, à savoir que les deux épreuves individuel et par équipe se sont déroulées en même temps mais de façon séparée. Un cavalier ne peut donc pas participer à la fois à la compétition individuelle et à la compétition par équipe,.
Le parcours de cross a été dessiné par Michael Etherington-Smith. Il est composé de 29 obstacles répartis sur un parcours de 7 450 m. Les obstacles sont imposants mais sans pièges. Le cross est cependant éprouvant avec de bonnes côtes à grimer.50 000 personnes assistent à l’épreuve de cross,.
Dans la compétition par équipe, l’Australie prend la tête de l’épreuve à l’issue du dressage. La France est 4e. Après l’épreuve de fond, l’Australie est toujours en tête devant la Grande-Bretagne et la Nouvelle-Zélande. L’Australie est la seule équipe à présenter encore ses quatre cavaliers avant l’épreuve de saut d’obstacles,. L’Australie remporte la médaille d’or par équipe pour la troisième fois consécutive,. La Grande-Bretagne remporte la médaille d’argent et les États-Unis le bronze,.
Dans l’épreuve individuelle, la grecque Heidi Antikatzidis est seconde au classement provisoire à la fin du cross. Mais elle perd toute chance de médaille en réalisant 13 points sur le parcours de saut d’obstacles. Mark Todd et Andrew Hoy ne font quant à eux tomber aucune barre mais Mark Todd prend une pénalité pour dépassement de temps. David O'Connor a une confortable avance notamment grâce à une excellente reprise de dressage. Il fait une faute sur le parcours de saut d’obstacles, ce qui ne l’empêche pas de conserver la première place. David O'Connor remporte donc la médaille d’or, Andrew Hoy la médaille d’argent et Mark Todd prend le bronze,.
| Classement                          | Cavalier       | Cheval      | Pays             | Pénalités |
| ----------------------------------- | -------------- | ----------- | ---------------- | --------- |
| Médaille d'or, Jeux olympiques      | David O'Connor | Custom Made | États-Unis       | 34,00     |
| Médaille d'argent, Jeux olympiques  | Andrew Hoy     | Swizzle Inn | Australie        | 38,90     |
| Médaille de bronze, Jeux olympiques | Mark Todd      | Eyespy      | Nouvelle-Zélande | 42,00     |

| Classement                          | Pays        | Cavaliers                                              | Chevaux                                             | Pénalités |
| ----------------------------------- | ----------- | ------------------------------------------------------ | --------------------------------------------------- | --------- |
| Médaille d'or, Jeux olympiques      | Australie   | Matt Ryan Stuart Tinney Andrew Hoy Phillip Dutton      | Kibah Sandstone Jeepster Darien Powers House Doctor | 146,80    |
| Médaille d'argent, Jeux olympiques  | Royaume-Uni | Jeanette Brakewell Pippa Funnell Leslie Law Ian Stark  | Over to you Supreme Rock Shear H20 Jaybee           | 161,00    |
| Médaille de bronze, Jeux olympiques | États-Unis  | Nina Fout David O'Connor Karen O'Connor Linden Wiesman | 3 Magic Beans Giltedge Prince Panache Anderoo       | 175,80    |

### Saut d'obstacles
Dans la compétition par équipe, à l'issue de la première manche l'Allemagne, la France et le Suisse sont en tête du classement avec 8 points pour chacun des pays. Le Brésil est à la quatrième place du classement provisoire. Lors de la seconde manche, les français réalisent une contre-performance. Ils doivent battre les brésiliens au barrage afin d’espérer remporter la médaille de bronze. Celui-ci se dispute sur six obstacles. Les brésiliens l'emportent avec trois parcours réalisés sans faute. L'Allemagne remporte quant à elle la médaille d'or par équipe après une dure bataille avec la Suisse qui prendre l'argent avec seulement un seul point d'écart avec les Allemands,,.
En individuel, Rodrigo Pessoa et Baloubet du Rouet s'annoncent comme les favoris pour obtenir la médaille d'or,. À l'issue de la première manche ils mènent la compétition. Mais sur la dernière manche, le couple rencontre de nombreuses difficultés à la suite d'une barre tombée et qui se terminent par trois refus du cheval sur le huitième obstacle, entraînant l'élimination du couple,,. Trois couples sont ex æquo après la dernière manche avec 4 points chacun : Jeroen Dubbeldam, Albert Voorn et Khaled Al-Eid. Ils doivent s'affronter au barrage pour décider de l'attribution des médailles,. Tous les trois sont encore peu connus sur le circuit international. Au barrage, Jeroen Dubbeldam réalise un sans faute ce qui lui octroie le titre olympique. Albert Voorn et Khaled Al-Eid font une barre chacun, mais le néerlandais est le plus rapide. Albert Voorn remporte donc la médaille d'argent et Khaled Al-Eid la médaille de bronze. Cette médaille de bronze est la toute première médaille olympique de l'histoire en sports équestres pour l'Arabie saoudite.
| Classement                          | Cavalier         | Cheval          | Pays            | Pénalités |
| ----------------------------------- | ---------------- | --------------- | --------------- | --------- |
| Médaille d'or, Jeux olympiques      | Jeroen Dubbeldam | Sjiem           | Pays-Bas        | 4,00      |
| Médaille d'argent, Jeux olympiques  | Albert Voorn     | Lando           | Pays-Bas        | 8,00      |
| Médaille de bronze, Jeux olympiques | Khaled Al-Eid    | Kashm Al Aan 12 | Arabie saoudite | 8,00      |

| Classement                          | Pays      | Cavaliers                                                                   | Chevaux                                    | Pénalités |
| ----------------------------------- | --------- | --------------------------------------------------------------------------- | ------------------------------------------ | --------- |
| Médaille d'or, Jeux olympiques      | Allemagne | Otto Becker Lars Nieberg Marcus Ehning Ludger Beerbaum                      | Dobels Cento Esprit For Pleasure Goldfever | 15,00     |
| Médaille d'argent, Jeux olympiques  | Suisse    | Markus Fuchs Beat Mändli Lesley McNaught Willi Melliger                     | Tinkas's Boy Pozitano Dulf Calvaro V       | 16,00     |
| Médaille de bronze, Jeux olympiques | Brésil    | Luiz Felipe de Azevedo Alvaro Miranda Neto André Johannpeter Rodrigo Pessoa | Ralph Aspen Calei Baloubet du Rouet        | 24,00     |

## Tableau des médailles
Les Pays-Bas réalisent la meilleure performance équestre lors de ces Jeux avec quatre médailles remportées, soit deux en or et deux en argent. L'Allemagne remporte elle aussi quatre médailles, soit deux en or, une en argent et une en bronze.
| Rang  | Nation           | Or | Argent | Bronze | Total |
| ----- | ---------------- | -- | ------ | ------ | ----- |
| 1     | Pays-Bas         | 2  | 2      | 0      | 4     |
| 2     | Allemagne        | 2  | 1      | 1      | 4     |
| 3     | Australie        | 1  | 1      | 0      | 2     |
| 4     | États-Unis       | 1  | 0      | 2      | 3     |
| 5     | Suisse           | 0  | 1      | 0      | 1     |
| 5     | Grande-Bretagne  | 0  | 1      | 0      | 1     |
| 7     | Arabie saoudite  | 0  | 0      | 1      | 1     |
| 7     | Brésil           | 0  | 0      | 1      | 1     |
| 7     | Nouvelle-Zélande | 0  | 0      | 1      | 1     |
| Total | Total            | 6  | 6      | 6      | 18    |